# Luis F. Álvarez
Luis Fernández Álvarez (La Puerta, Salas, Asturias, 1 de abril de 1853-Hawái, EE. UU., 24 de mayo de 1937) fue un médico español que desarrolló un tratamiento propio contra la lepra y lo aplicó en diversas leproserías de California y Hawái.

## Biografía
Aunque su primer apellido era Fernández, a causa de la costumbre anglosajona de omitir el primer apellido (o middle name) y heredar el segundo (o last name) llegó a ser conocido como Luis F. Álvarez, y sus descendientes tomaron este último apellido.
Álvarez nació en Salas, un pequeño municipio de Asturias. Era el tercer hijo de Eugenio Fernández, bodeguero del infante Francisco de Paula, lo que le permitió acceder a una educación privilegiada. Su madre falleció cuando contaba con apenas tres años de edad, y perdió a su padre a los siete años tras un accidente. Cuando cumplió trece años emigró hasta La Habana junto a su hermano Celestino, donde se ganarían la vida trabajando en una fábrica de tabaco. Poco después emigró a Estados Unidos, trabajando en diversos negocios tabaqueros en Florida y Nueva York.
En 1878, viviendo en Minnesota, se casó con Clementina Schutze, hija de un marino prusiano procedente de una familia de artistas, y juntos se establecieron en California. En 1887 se graduó en medicina en el Cooper Medical College, la actual Facultad de Medicina de la Universidad de Stanford. Tras atender sus negocios inmobiliarios en Los Ángeles y ejercer durante un tiempo como médico en San Francisco se mudó a Hawái, donde aceptó la invitación del gobierno hawaiano para trabajar en las leproserías fundadas por el padre Damián de Veuster. Con el tiempo aprendería hawaiiano y se integraría en la cultura local.
En 1895 Álvarez cambió su puesto en la isla de Waialua por un nuevo trabajo en Kalihi, un área rural de la isla de Oahu. Se costeó de su propio bolsillo un curso intensivo de seis meses sobre bacteriología en la Universidad Johns Hopkins, la primera universidad estadounidense orientada a la investigación, y más tarde fue nombrado superintendente de un hospital en el que se llevaban a cabo tratamientos experimentales contra la lepra.
Al término del curso, desarrolló un nuevo método de diagnóstico de la lepra tuberculoide o macular. Con una pinza diente de ratón tomaría una muestra del tejido infectado, la separaría con unas tijeras, la machacaría en un recipiente con un líquido especial y expondría bacilos de Hansen, los causantes de la enfermedad, a la mezcla. Desde su desarrollo, este ha sido el método básico de detección de la lepra. Después del método de diagnóstico ideó un suero resultante de la inyección de bacilos de Hansen en caballos. Las pruebas en humanos dieron resultados satisfactorios.
En 1897 representó a la República de Hawái en la Conferencia Mundial de la Lepra de Berlín. Algún tiempo después fue nombrado Cónsul Honorario de España en Hawái por el rey Alfonso XIII, cargo que mantuvo cuando se mudó a Los Ángeles, California, en 1903.
Tras una vida dedicada a la investigación y a los negocios tabaqueros, la promoción inmobiliaria y las explotaciones mineras, falleció de una pulmonía a la edad de ochenta y cuatro años.

## Descendencia
Algunos de los descendientes de Álvarez también alcanzaron la fama por méritos propios: su hija Mabel Álvarez fue una reconocida pintora impresionista y su hijo Walter C. Álvarez fue un médico muy popular entre las clases medias de Estados Unidos. Además, uno de sus nietos, Luis Walter Álvarez, fue uno de los científicos a cargo del Proyecto Manhattan, premio Nobel de física en 1968 y proponente, junto con su hijo Walter Álvarez, de la teoría del meteorito como causa de extinción de los dinosaurios.

## Licencia
- Datos: Q6700532